# Alpi Carniche e della Gail
Le Alpi Carniche e della Gail sono una sezione (in accordo con la definizione della SOIUSA) delle Alpi (Alpi Sud-orientali), comprese in Austria (Carinzia e Tirolo) e in Italia (Friuli-Venezia Giulia e, parzialmente, Veneto e Trentino-Alto Adige). La vetta più elevata è il Monte Coglians che raggiunge i 2.780 m s.l.m.

## Confini
Le Alpi Carniche e della Gail confinano a nord con le Alpi dei Tauri occidentali; a nord-est con le Alpi di Stiria e Carinzia; ad est con le Alpi di Carinzia e di Slovenia e con le Alpi e Prealpi Giulie; a sud con la pianura padana e con le Prealpi Venete; ad ovest con le Dolomiti.

## Suddivisione
Le Alpi Carniche e della Gail si suddividono in tre sottosezioni e tredici supergruppi:
- Alpi Carniche[1]
  - Catena Carnica Occidentale
  - Catena Carnica Orientale
  - Alpi Tolmezzine Occidentali
  - Alpi Tolmezzine Orientali
- Alpi della Gail[2]
  - Alpi Occidentali di Lienz
  - Alpi Centrali di Lienz
  - Alpi Orientali di Lienz
  - Catena Reißkofel-Spitzegel
  - Catena Latschur-Goldeck
  - Catena Erzberg-Villacher
- Prealpi Carniche
  - Dolomiti Friulane
  - Catena Chiarescons-Cornaget-Resettum
  - Catena Valcalda-Verzegnis